# Mabel Fonseca
Mabel Fonseca Ramírez  (* 8. Mai 1972 in Guantánamo) ist eine ehemalige puerto-ricanische Ringerin.
Die in Kuba geborene Freistilringerin gewann bei den Panamerikanischen Meisterschaften 2000 in der Klasse bis 56 kg Silber. 2001 startete sie in der Klasse bis 62 kg und konnte die Goldmedaille gewinnen. Bei den Weltmeisterschaften im selben Jahr wurde sie 13. 2002 gewann sie bei den Panamerikanischen Meisterschaften Gold und bei den Weltmeisterschaften Bronze in der Klasse bis 59 kg. 2003 wurde Fonseca sowohl bei den Panamerikanischen Meisterschaften als auch bei den Panamerikanischen Spielen Dritte in der Klasse bis 62 kg sowie Fünfte bei den Weltmeisterschaften in der Klasse bis 55 kg.
Bei den Olympischen Spielen 2004 in Athen erreichte sie den fünften Platz. Allerdings wurde sie bei der Dopingkontrolle positiv auf Stanozolol getestet und für zwei Jahre gesperrt. Nach ihrer Sperre gewann Fonseca 2006 bei den Zentralamerika- und Karibikspielen Silber in der Klasse bis 59 kg. 2007 war sie sowohl bei den Panamerikanischen Meisterschaften als auch bei den Panamerikanischen Spielen Dritte in der Klasse bis 63 kg.